# Robert Deeley
Robert Peter Deeley (ur. 18 czerwca 1946 w Cambridge, Massachusetts) – amerykański duchowny katolicki, biskup Portlandu w latach 2014–2024.

## Życiorys
Święcenia kapłańskie otrzymał w dniu 14 lipca 1973 i został inkardynowany do archidiecezji bostońskiej. Był m.in. sekretarzem i wikariuszem sądowym przy trybunale archidiecezjalnym, pracownikiem watykańskiej Kongregacji Nauki Wiary oraz wikariuszem generalnym archidiecezji.
9 listopada 2012 papież Benedykt XVI mianował go biskupem pomocniczym Bostonu ze stolicą tytularną Kearney. Sakry biskupiej udzielił mu 4 stycznia 2013 metropolita bostoński - kardynał Seán O’Malley.
18 grudnia 2013 papież Franciszek mianował do biskupem ordynariuszem diecezji Portlandu. Ingres odbył się 14 lutego 2014.
13 lutego 2024 papież przyjął jego rezygnację z pełnionego urzędu złożoną ze względu na wiek. 